# Carabus forreri
Carabus forreri är en skalbaggsart som beskrevs av Bates. Carabus forreri ingår i släktet Carabus och familjen jordlöpare. Inga underarter finns listade i Catalogue of Life.